# Matthias Knutzen (Kaufmann)
Matthias Knutzen, auch Knudsen (* 1495/96 in Husum; † 14. Februar 1559 in Kiel) war ein deutscher Kaufmann und Ratsherr, der in Husum die Reformation förderte.

## Leben
Matthias Knutzen war ein Sohn von Hans Knutzen. Der Name seiner Mutter ist nicht dokumentiert. Sein Bruder war vermutlich Johann Knutzen. Über die ersten Lebensjahre ist nur überliefert, dass er sie in Husum verbrachte. Da er die lateinische Sprache beherrschte, besuchte er vermutlich eine höhere Schule. Vielleicht ist er mit dem Matthias Knutzen identisch, der sich 1508 an der Universität Rostock immatrikulierte.
Knutzen ist erstmals in Urkunden von 1520 zu finden. Er war als Kaufmann mit unbekanntem Geschäftszweck tätig und handelte sehr wahrscheinlich mit Unternehmern im Bereich der Ostsee, da sein Geschäftspartner Hinrich Gruman 1523 auf Gotland inhaftiert wurde.
Knutzen war einer der ersten Unterstützer der Reformation im Herzogtum Schleswig. Gemäß der Inschrift seines Epitaphs in der Kieler Nikolaikirche, das heute nicht mehr existiert, riskierte er hierfür sein Leben und Vermögen. Er besaß ein Anwesen in Husum mit einem Hintergebäude, in dem er einen Betsaal anlegte. Der Reformator Hermann Tast sprach hier vor vielen Zuhörern. 1527 ist Knutzen namentlich genannt als Vertreter der lutherisch orientierten Einwohner seines Fleckens bei Verhandlungen mit den Geistlichen der Marienkirche. Er setzte sich dafür ein, dass Tast als Hauptpastor bleiben konnte. Nach dem Abschluss eines Vertrages im Jahr 1527 wirkte Knutzen belegt von 1528 bis 1531 als Kirchgeschworener. Mit Tast zusammen gründete er eine Lateinschule. 1533/34 ist er als Vorsteher des Gasthauses (Hospital) zum Ritter St. Jürgen erwähnt.
König Christian III. unterstellte Knutzen, eindeutig aufgrund dessen Verdienste um die Reformation, der direkten Jurisdiktion des Landgerichts, wodurch er wie ein Adliger behandelt wurde. Vermutlich aufgrund seiner zweiten Eheschließung zog Knutzen um 1535 nach Kiel. Er erwarb das Kieler Bürgerrecht und kaufte hier mehrere Grundstücke. Ab 1539 bis dokumentiert 1557, wahrscheinlich aber bis Lebensende, war er dort Ratsherr. Von Kiel aus pflegte Knutzen weiterhin Kontakte nach Husum. Er half der Witwe des Reformationspredigers Theodoricus Pistorius (Dietrich Becker) und beschenkte Schulen in Husum und Kiel. Gemäß seinem Epitaph förderte er Pastoren und Studenten und beschützte Bedürftige, Witwen und Waisen.

## Familie
Aus einer unehelichen Beziehung entstammte ein Sohn Johannes, der 1532 als Student der Theologie in Wittenberg starb. 
Knutzen heiratete in erster Ehe die Witwe des Färbers (Splenters) Hans Knutzen, die nach 1532 starb. Aus dieser Ehe entstammen wahrscheinlich drei Kinder, Paul, Lorenz, der als Kieler Ratsherr 1572 starb, und Jakob. 
Um 1535 heiratete Knutzen Ursula Schröder (* 1515/16; † Dezember 1569). Ihr Vater Jacob Schröder, der 1537 starb, war ein Ratsherr in Kiel. Mit dieser Frau hatte er unter anderem folgende Töchter: 
- Die Tochter Magdalena heiratete den Sekretär Herzog Adolfs und Kieler Bürgermeister Georg Cörper.
- Die Tochter Margarete heiratete Johannes Carnarius (1527–1562), der als Leibarzt von Herzog August wirkte.